# Phomopsis putator
Phomopsis putator är en svampart som först beskrevs av Pier Andrea Saccardo, och fick sitt nu gällande namn av Giovanni Battista Traverso 1906. Phomopsis putator ingår i släktet Phomopsis och familjen Diaporthaceae.   Inga underarter finns listade i Catalogue of Life.